# Web SQL
Web SQL (или Web SQL Database) — это API веб-страниц для хранения данных в веб-браузере на основе SQL.
API поддерживается Google Chrome, Opera, Safari и браузером Android.
Консорциум W3C прекратил работу над спецификацией в ноябре 2010 года, в качестве причины завершения спецификации ссылаясь на отсутствие независимых реализаций (т.е. систем баз данных отличных от SQLite в качестве внутреннего интерфейса), из-за чего спецификации этого API не входит в список рекомендованных W3C.
Корпорация Mozilla была одним из основных сторонников прекращения переговоров и осуждения стандарта, в то же время являясь основным сторонником альтернативного хранилища - IndexedDB.

## См.также
- HTML5
- IndexedDB
- Web Storage